# Eudeilinia
Eudeilinia là một chi bướm đêm thuộc phân họ Drepaninae.